# جيمس لي ستانلي
جيمس لي ستانلي (بالإنجليزية: James Lee Stanley)‏ هو موسيقي أمريكي، ولد في 30 أبريل 1946 في فيلادلفيا في الولايات المتحدة.

## وصلات خارجية
- الموقع الرسمي
- جيمس لي ستانلي على موقع IMDb (الإنجليزية)
- جيمس لي ستانلي على موقع ميوزك برينز (الإنجليزية)
- جيمس لي ستانلي على موقع أول ميوزيك (الإنجليزية)
- جيمس لي ستانلي على موقع ديسكوغز (الإنجليزية)